# 난조시
난조시(일본어: 南城市)는 일본 오키나와현의 오키나와섬 남부에 있는 시이다.
2006년 1월 1일에 시마지리군(島尻郡)의 사시키정(佐敷町), 지넨촌(知念村), 다마구스쿠촌(玉城村), 오자토촌(大里村)이 합병하여 탄생했다.
2003년 12월부터 2004년 12월까지는 사시키정, 지넨촌, 다마구스쿠촌과 요나바루정(与那原町)과 합병 협의를 했으나 시청 위치 등을 둘러싸고 이견이 드러나 협의가 결렬되었다. 이후 오자토촌을 포함한 합병 협의를 했고 합병이 이루어졌다.
인구는 약 4만 명으로 오카나와현의 11개 시 중에서 가장 적다. 또 경찰서와 고등학교가 없는 시이기도 하다. 요나바루정에 있는 요나바루 경찰서가 난조시도 함께 관할하고, 고등학교도 요나바루정에 있는 "지넨 고등학교"에 다니는 학생이 많다.

## 지리
오키나와섬 남동부 일부와 구다카섬으로 구성되고 동쪽으로 반도가 뻗어 있다.

### 인접한 자치체
- 시마지리군
  - 요나바루정
  - 하에바루정
  - 야에세정

## 역사
류큐 왕국의 시조인 쇼하시왕(尚巴志)의 출신지로 관련 유적지도 많다. 특히 류큐의 종교 시설이었던 "세이화 우타키"(斎場御嶽)는 2000년에 유네스코 세계유산으로 지정되었다.
- 1908년 4월 1일 - 정촌제 시행과 함께 사시키촌·지넨촌·다마구스쿠촌·오자토촌이 성립하였다.
- 1949년 - 오자토촌의 일부가 분리되어 요나바루정이 되었다.
- 1980년 - 사시키촌이 정으로 승격해 사시키정이 되었다.
- 2006년 1월 1일 - 사시키정·지넨촌·다마구스쿠촌·오자토촌이 합병해 난조시가 되었다.

## 경제
농업과 관광업이 주요 산업이다.

## 교통

### 도로
- 국도 331호선

## 기후
| 난조시의 기후                                                | 난조시의 기후 | 난조시의 기후 | 난조시의 기후 | 난조시의 기후 | 난조시의 기후 | 난조시의 기후 | 난조시의 기후 | 난조시의 기후 | 난조시의 기후 | 난조시의 기후 | 난조시의 기후 | 난조시의 기후 | 난조시의 기후   |
| 월                                                           | 1월           | 2월           | 3월           | 4월           | 5월           | 6월           | 7월           | 8월           | 9월           | 10월          | 11월          | 12월          | 연간            |
| ------------------------------------------------------------ | ------------- | ------------- | ------------- | ------------- | ------------- | ------------- | ------------- | ------------- | ------------- | ------------- | ------------- | ------------- | --------------- |
| 역대 최고 기온 °C (°F)                                       | 25.0 (77.0)   | 26.2 (79.2)   | 26.5 (79.7)   | 28.6 (83.5)   | 31.5 (88.7)   | 32.0 (89.6)   | 34.3 (93.7)   | 36.1 (97.0)   | 33.9 (93.0)   | 31.9 (89.4)   | 28.4 (83.1)   | 26.6 (79.9)   | 36.1 (97.0)     |
| 일평균 최고 기온 °C (°F)                                     | 18.5 (65.3)   | 19.0 (66.2)   | 20.6 (69.1)   | 22.9 (73.2)   | 25.6 (78.1)   | 28.2 (82.8)   | 30.5 (86.9)   | 30.6 (87.1)   | 29.5 (85.1)   | 26.9 (80.4)   | 23.7 (74.7)   | 20.2 (68.4)   | 24.7 (76.4)     |
| 일일 평균 기온 °C (°F)                                       | 15.5 (59.9)   | 15.8 (60.4)   | 17.3 (63.1)   | 19.7 (67.5)   | 22.5 (72.5)   | 25.4 (77.7)   | 27.2 (81.0)   | 27.1 (80.8)   | 26.0 (78.8)   | 23.6 (74.5)   | 20.6 (69.1)   | 17.2 (63.0)   | 21.5 (70.7)     |
| 일평균 최저 기온 °C (°F)                                     | 13.3 (55.9)   | 13.4 (56.1)   | 14.9 (58.8)   | 17.3 (63.1)   | 20.2 (68.4)   | 23.5 (74.3)   | 25.2 (77.4)   | 25.0 (77.0)   | 23.9 (75.0)   | 21.5 (70.7)   | 18.6 (65.5)   | 15.1 (59.2)   | 19.3 (66.8)     |
| 역대 최저 기온 °C (°F)                                       | 4.1 (39.4)    | 4.9 (40.8)    | 6.3 (43.3)    | 10.1 (50.2)   | 13.3 (55.9)   | 14.7 (58.5)   | 19.6 (67.3)   | 21.2 (70.2)   | 17.9 (64.2)   | 14.8 (58.6)   | 11.2 (52.2)   | 7.9 (46.2)    | 4.1 (39.4)      |
| 평균 강수량 mm (인치)                                        | 101.6 (4.00)  | 119.7 (4.71)  | 141.8 (5.58)  | 164.4 (6.47)  | 243.7 (9.59)  | 289.4 (11.39) | 154.3 (6.07)  | 181.9 (7.16)  | 218.6 (8.61)  | 169.1 (6.66)  | 118.2 (4.65)  | 126.2 (4.97)  | 2,028.9 (79.88) |
| 평균 강수일수 (≥ 1.0 mm)                                     | 11.1          | 10.8          | 12.1          | 11.1          | 12.3          | 12.1          | 9.7           | 11.5          | 12.0          | 10.0          | 9.5           | 9.8           | 132             |
| 평균 월간 일조시간                                           | 95.0          | 94.1          | 115.7         | 116.4         | 127.9         | 141.4         | 238.3         | 211.9         | 179.5         | 169.7         | 124.1         | 107.4         | 1,714           |
| 출처: 일본 기상청 (평년값: 1991년~2020년, 극값: 1977년~현재) |               |               |               |               |               |               |               |               |               |               |               |               |                 |

## 자매 도시
- 일본 미에현 와타라이군 다마키정(1993년)
- 일본 미야자키현 니시우스키군 다카치호정(2009년 1월 19일)